# Romain Sato
Pour les articles homonymes, voir Sato.
Romain Guessagba-Sato-Lebel, généralement connu sous le nom de Romain Sato (né le 2 mars 1981, à Bimbo en République centrafricaine), est un joueur centrafricain de basket-ball. Il joue au poste d'ailier.

## Carrière sportive
Romain Sato joue au lycée Dayton Christian à Dayton dans l'Ohio. Il rejoint ensuite l'université Xavier et l'équipe des Musketeers de Xavier. Il est sélectionné par les Spurs de San Antonio lors de la draft 2004, mais ne dispute pas un seul match avec l'équipe texane et est évincé le 24 février 2005. Sato rejoint l'équipe  de Sicc Cucine Jesi dans la deuxième division italienne. Il finit deuxième meilleur marqueur de la saison 2005-2006, avec 25,5 points par match et 7,5 rebonds par match, puis il termine la saison au FC Barcelone pour les playoffs de la Liga ACB 2006. Sato retourne en Italie en LegA au Montepaschi Siena pour la saison 2006–07 et remporte trois titres consécutifs de champions d'Italie en 2007, 2008 et 2009. il est nommé MVP du championnat italien en 2010.
En juillet 2010, il signe un contrat de trois ans et 5,5 millions d'euros avec le Panathinaïkos. En juillet 2012, Sato signe un contrat de deux ans avec Fenerbahçe Ülker, qui évolue en première division turque.
À la fin de la saison 2013-2014, Sato est nommé dans le meilleur cinq de la Liga ACB avec son coéquipier Justin Doellman et les joueurs du Real Madrid Nikola Mirotić, Sergio Rodríguez et Rudy Fernández.

## Équipe de République centrafricaine
Sato a participé avec l'équipe de République centrafricaine au Championnat d'Afrique 2009. Il y réalise des moyennes de 21,6 points et 8,6 rebonds par match lors de ce tournoi et est nommé dans l'équipe-type du tournoi.